# Kurt Pichler
Kurt Pichler (Berlijn, 8 april 1898) was een Zwitsers voetballer.

## Carrière
Pichler speelde gedurende zijn carrière voor de Zwitserse ploeg Servette. Hij kwam aan 5 wedstrijden voor Zwitserland. Met Zwitserland nam hij deel aan de Olympische Spelen in Amsterdam.

## Erelijst
- Servette
  - Zwitsers Landskampioen: 1925, 1926, 1930
  - Zwitserse voetbalbeker: 1928